# Schlosstheater Schönbrunn

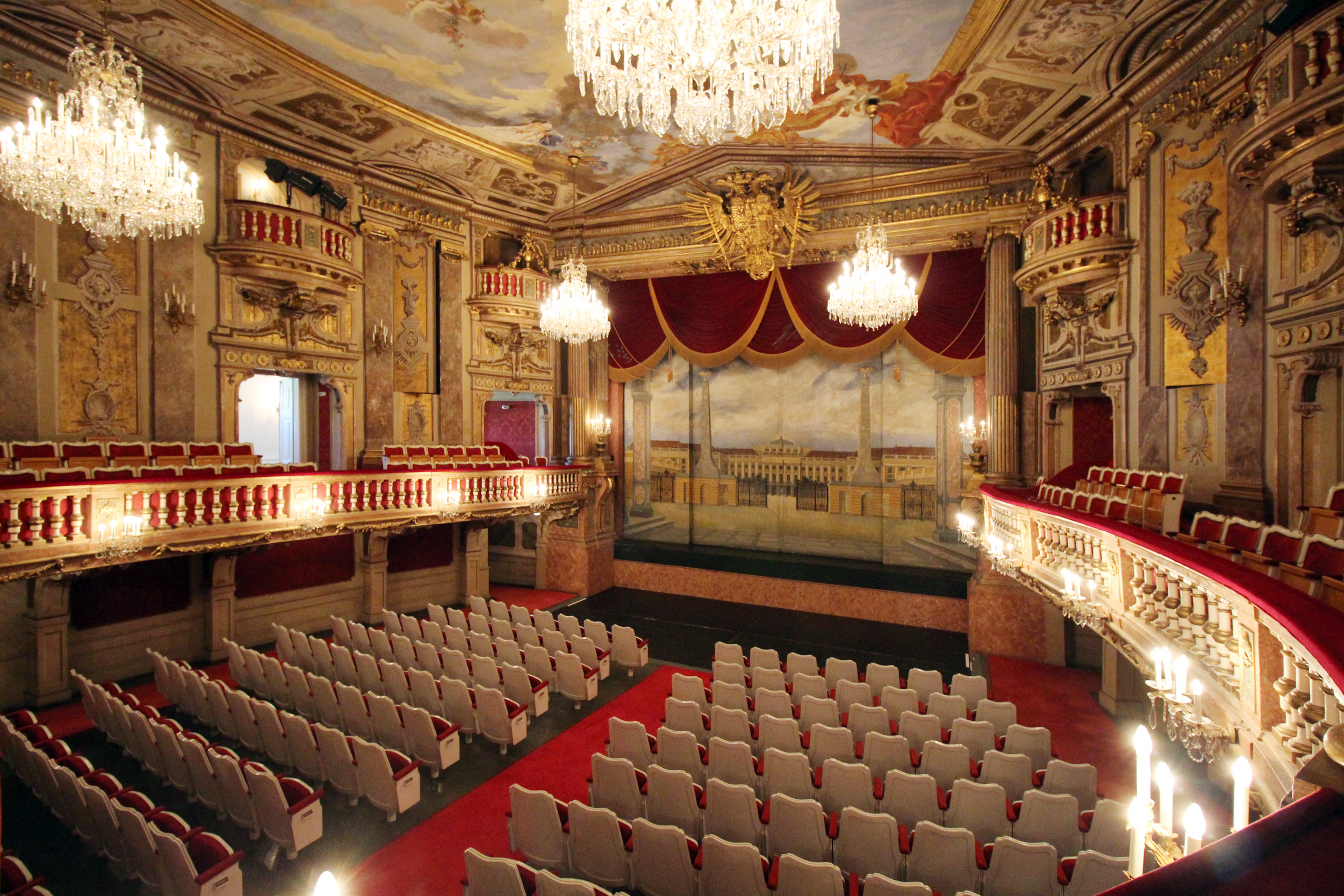
Schlosstheater Schönbrunn

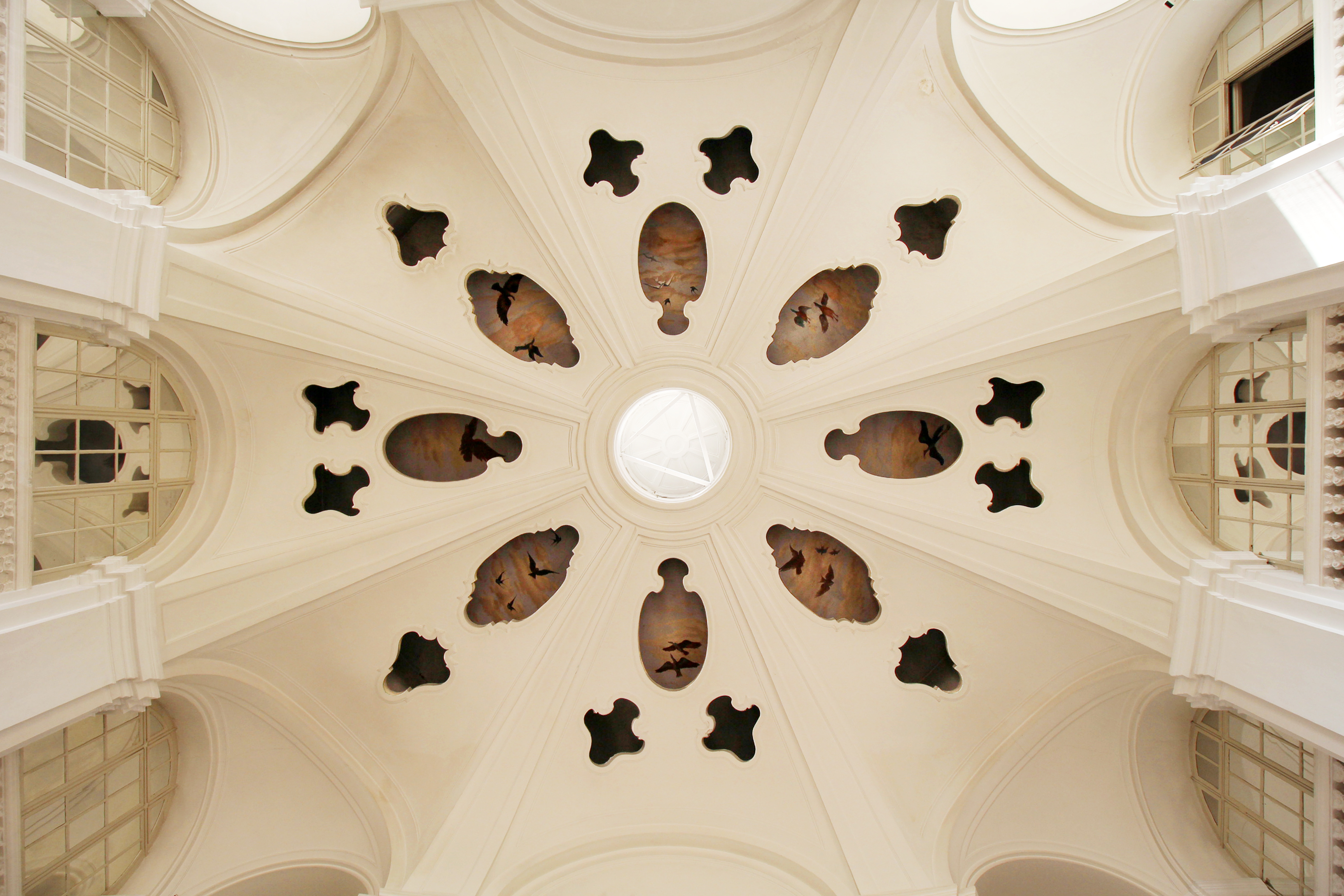
Schlosstheater Schönbrunn, Foyer mit durchbrochener Decke und Illusionsmalerei

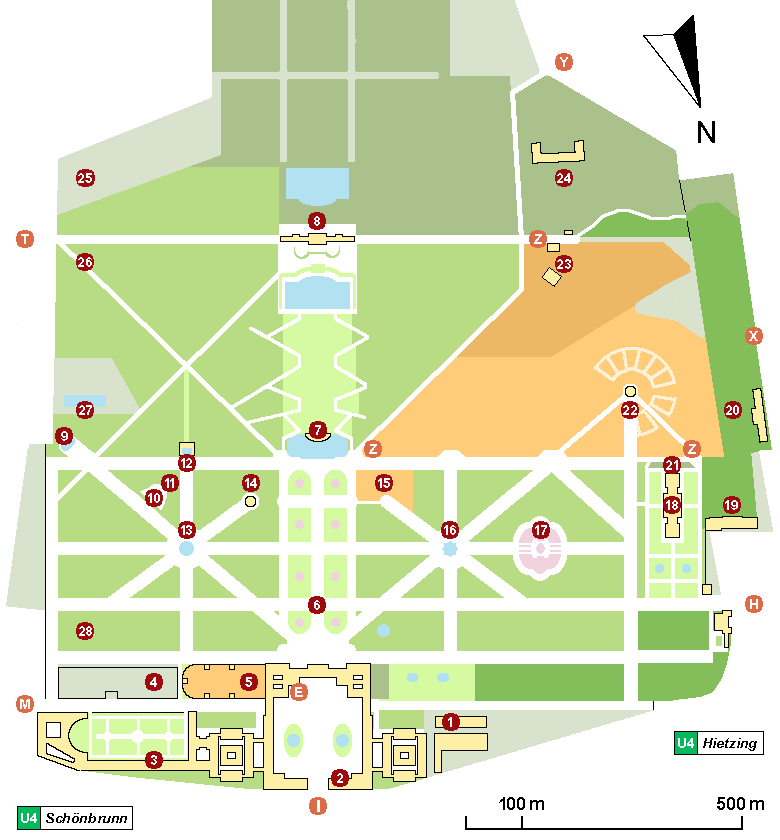
Schlosspark Schönbrunn. Lage des Schlosstheaters (rechts von Nr. 2)

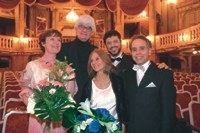
Der Innenraum des Schlosstheaters nach einer Aufführung (von links Violeta Dinescu, Marlos Nobre, Kilza Setti, Renato Mismetti, Maximiliano de Brito)

Das Schlosstheater Schönbrunn oder auch Musik Theater Schönbrunn ist eine Bühne im Schloss Schönbrunn der österreichischen Hauptstadt Wien. Es gehört als Barocktheater zu den stimmungsvollsten Räumlichkeiten der Universität für Musik und darstellende Kunst Wien.

## Geschichte
Schon im 17. Jahrhundert gab es im Schönbrunner Park vereinzelt Theateraufführungen. 1745 ließ Kaiserin Maria Theresia durch Nikolaus Pacassi im rechts an das Schloss grenzenden Flügel das reich ausgestattete kaiserliche Hoftheater als eines der ersten Schlosstheater Europas erbauen und es wurde bereits 1747 eröffnet. 20 Jahre später wurde es von Johann Ferdinand Hetzendorf von Hohenberg umgebaut und vergrößert.
Unter den Augen Maria Theresias, die selbst als junge Erzherzogin in Opern- und Theateraufführungen auftrat, tanzten und spielten die kaiserlichen Kinder, stellten lebende Bilder dar und demonstrierten in zahlreichen Vorstellungen ihre künstlerischen Talente vor der adeligen Hofgesellschaft. Das Schlosstheater diente zunächst als Hausbühne der Habsburger. Hier dirigierten Joseph Haydn und Wolfgang Amadeus Mozart ihre Werke, verschiedene Opern von Christoph Willibald Gluck wurden uraufgeführt.
Als Napoleon Bonaparte in Schönbrunn sein Hauptquartier hatte, ließ er das Theater renovieren und 1809 mit Jean Racines Phädra wiedereröffnen.
Zur Zeit des Wiener Kongresses traten hier Sänger des Kärntnertortheaters vor Kaisern und Königen auf.
Unter Ferdinand I. erlebte das Schlosstheater eine neue Blüte. Während der Sommermonate spielte das Ensemble des Burgtheaters vornehmlich Lustspiele. Im Zuge der Elektrifizierung des Schlosses wurde 1898 auch das Theater mit elektrischer Beleuchtung ausgestattet.
Vor dem Ersten Weltkrieg wurde das Gebäude zeitweilig zweckentfremdet, es war zum Möbeldepot verkommen, wurde aber (nach Liquidierung als Krongut) ab 1919 sommersaisonal (heizungsbedingt) wieder vom Burgtheater (unter der Leitung von Albert Heine) mit Kammerspielen und Konversationsstücken bespielt. Diese Vorstellungen musste man jedoch 1924 aus finanziellen Gründen wieder einstellen.
1979/80 wurde das Gebäude wegen extremer Grundwasserfeuchtigkeit umfänglich saniert: unter anderem musste das Bühnenhaus zur Gänze abgetragen und dessen Wiederaufbau von einer wasserdichten Betonwanne unterfangen werden.

## Heutige Nutzung
1929 wurde das Schlosstheater als Übungsbühne dem Max Reinhardt Seminar zur Verfügung gestellt, das es noch heute gemeinsam mit der Opernabteilung der Universität für Musik und darstellende Kunst von Oktober bis Juni bespielt. Im Sommer 2010 fanden umfangreiche Renovierungsarbeiten im Theaterraum statt.